# Association sportive Mangasport
 (décembre 2016).
Si vous disposez d'ouvrages ou d'articles de référence ou si vous connaissez des sites web de qualité traitant du thème abordé ici, merci de compléter l'article en donnant les références utiles à sa vérifiabilité et en les liant à la section « Notes et références ».
Maillots
Actualités
L'Association sportive Mangasport est un club gabonais de football basé à Moanda.
Le club tire une partie de ses revenus de sponsors comme Comilog, Tractafric et Total.

## Palmarès
- Championnat du Gabon (10)
  - Champion : 1995, 2000, 2004, 2005, 2006, 2008, 2014, 2015, 2018, 2025

- Coupe du Gabon (6)
  - Vainqueur : 1964, 1994, 2001, 2005, 2007 et 2011
  - Finaliste : 2004 et 2008

- Supercoupe du Gabon (4)
  - Vainqueur : 1994, 2001, 2006 et 2008
  - Finaliste : 1995 et 2007

## Bilan en compétitions de la CAF
- Ligue des champions de la CAF
  - 4 apparitions : 2001 (Tour préliminaire); 2005 (Tour Préliminaire); 2006 (Tour préliminaire); 2007 (Premier Tour); 2009 (Tour préliminaire).

- Coupe de la CAF
  - 1 apparition : 1997 (Premier tour).

- Coupe d'Afrique des vainqueurs de coupe
  - 2 apparitions : 1995 (Premier tour); 2002 (Second tour).

## Internationaux passés au club
| - Ernest Akouassaga - Gervais Batota - Tanguy Barro - Aurélien Bekogo | - Alain Djissikadie - Roguy Méyé - Saturnin Okogho - Nazaire Ontsigui | - Didier Ovono - Delphin Tshibanda - Anicet Yala - Éric Mouloungui - Casimir Ninga |

## entraîneurs
- 2002-2011 :  Médard Lusadusu Basilwa